# 2008年ヨーロッパグランプリ
2008年ヨーロッパグランプリ(英称:2008 FORMULA1 Grand Prix of Europe )は、2008年8月22日から8月24日にバレンシア市街地コースで開催された、2008年F1世界選手権第12戦。

## 予選

### 展開

#### Q1
ヤルノ・トゥルーリがQ1唯一の1分37秒台でトップ通過。ここでホンダの2台とフォース・インディアの2台、そしてデビッド・クルサードが脱落。

#### Q2
若干の小雨が降る中、セバスチャン・ベッテルがトップタイムを記録。中嶋一貴は10番手タイムを記録していたが、最後のアタックを行ったニック・ハイドフェルドにタイムを越され、11番手で予選を終えた。ここで、中嶋、フェルナンド・アロンソ、ティモ・グロック、マーク・ウェバー、ネルソン・ピケJr.が脱落。

#### Q3
トロ・ロッソが両ドライバーとも最高位となる、ベッテルが6番手。セバスチャン・ブルデーが10番手を獲得。ポールポジションはフェリペ・マッサで今季4回目。一方チームメートのキミ・ライコネンは4位に沈んだ。2番手はルイス・ハミルトン、3番手はロバート・クビサが獲得した。トゥルーリは日本勢トップの7番手となった。

### 結果
| 順位 | No | ドライバー               | コンストラクター                 | Q1       | Q2       | Q3       | グリッド |
| ---- | -- | ------------------------ | -------------------------------- | -------- | -------- | -------- | -------- |
| 1    | 2  | フェリペ・マッサ         | フェラーリ                       | 1'38.176 | 1'37.859 | 1'38.989 | 1        |
| 2    | 22 | ルイス・ハミルトン       | マクラーレン・メルセデス         | 1'38.464 | 1'37.954 | 1'39.199 | 2        |
| 3    | 4  | ロバート・クビサ         | BMWザウバー                      | 1'38.347 | 1'38.050 | 1'39.392 | 3        |
| 4    | 1  | キミ・ライコネン         | フェラーリ                       | 1'38.703 | 1'38.229 | 1'39.488 | 4        |
| 5    | 23 | ヘイッキ・コバライネン   | マクラーレン・メルセデス         | 1'38.656 | 1'38.120 | 1'39.937 | 5        |
| 6    | 15 | セバスチャン・ベッテル   | トロ・ロッソ・フェラーリ         | 1'38.141 | 1'37.842 | 1'40.142 | 6        |
| 7    | 11 | ヤルノ・トゥルーリ       | トヨタ                           | 1'37.948 | 1'37.928 | 1'40.309 | 7        |
| 8    | 3  | ニック・ハイドフェルド   | BMWザウバー                      | 1'38.738 | 1'37.859 | 1'40.631 | 8        |
| 9    | 7  | ニコ・ロズベルグ         | ウィリアムズ・トヨタ             | 1'38.595 | 1'38.336 | 1'40.721 | 9        |
| 10   | 14 | セバスチャン・ブルデー   | トロ・ロッソ・フェラーリ         | 1'38.622 | 1'38.417 | 1'40.750 | 10       |
| 11   | 8  | 中嶋一貴                 | ウィリアムズ・トヨタ             | 1'38.667 | 1'38.428 |          | 11       |
| 12   | 5  | フェルナンド・アロンソ   | ルノー                           | 1'38.268 | 1'38.435 | 12       |          |
| 13   | 12 | ティモ・グロック         | トヨタ                           | 1'38.532 | 1'38.499 | 13       |          |
| 14   | 10 | マーク・ウェバー         | レッドブル・ルノー               | 1'38.559 | 1'38.515 | 14       |          |
| 15   | 6  | ネルソン・ピケJr.        | ルノー                           | 1'38.787 | 1'38.744 | 15       |          |
| 16   | 16 | ジェンソン・バトン       | ホンダ                           | 1'38.880 |          | 16       |          |
| 17   | 9  | デビッド・クルサード     | レッドブル・ルノー               | 1'39.235 | 17       |          |          |
| 18   | 21 | ジャンカルロ・フィジケラ | フォース・インディア・フェラーリ | 1'39.268 | 18       |          |          |
| 19   | 17 | ルーベンス・バリチェロ   | ホンダ                           | 1'39.811 | 19       |          |          |
| 20   | 20 | エイドリアン・スーティル | フォース・インディア・フェラーリ | 1'39.943 | 20       |          |          |

## 決勝
- Car No.17,20はピットレーンスタートを選択

### 展開
抜群のスタートを切ったフェリペ・マッサと2位スタートのルイス・ハミルトンが互いにファステストラップを更新しながら3位のロバート・クビサ以下を引き離していく。また、フェルナンド・アロンソは1周目に中嶋一貴と衝突してリヤウイングを破損。ピットに戻り再走行を狙うもマシンのダメージが思った以上にひどくリタイヤとなる。アロンソは2回の母国グランプリを完走することができなかった。中嶋もピットにも戻り、フロントウイングを交換。コースに復帰する。
1回目のピットストップを前にマッサがハミルトンを引き離してトップを守る。キミ・ライコネンは1回目のピットストップの後、まだピットに入っていないティモ・グロックの後ろの6番手まで順位を落とす。しかし、グロックがピットに入った後はハイペースでラップタイムを刻み、前方のコバライネンに2秒と差を詰めていく。
マッサは38周目にハミルトンとの差を10秒と広げた所でピットイン。ピットアウトする時にピットレーン後方から来たエイドリアン・スーティルと危うく接触しそうになる。両者何とか接触は逃れたが、マッサがレース後の審議対象となる。41周目にスーティルがクラッシュ。このタイミングでライコネンとヘイッキ・コバライネンが同時ピットイン。このとき、ライコネンが給油リグが抜けないまま発進しようとしてしまい、ピットクルーを負傷させてしまう。このトラブルでヤルノ・トゥルーリにも先に行かれてしまった。
その後、トゥルーリを猛追していたライコネンは45周目に入った所のホームストレート上でエンジンブロー。前戦ハンガリーGPのマッサに続いてまたもフェラーリエンジンがブローしてしまった。前戦のマッサと同じくコンロッドのトラブルで同ロットのエンジンだったが、同一エンジン2戦連続使用のルールのもとこれが2戦目のため交換できずにここでも使用せざるを得なかった結果だった（この年よりシーズン中1度だけペナルティー（10グリット降格）を受けずにエンジンを交換できるルール（通称ジョーカー）が出来たが、ライコネンはイギリスGPで既にジョーカーを切っており、同じトラブルが出る不安があってもペナルティー回避のため前戦と同じエンジンを使用せざるを得なかった）。これでライコネンは第4戦スペインGPから勝利していない。
その後は上位の順位に変化は見られず、マッサが通算9勝目、今季4勝目となる勝利をあげた。また、マッサは今季初のファステストラップを記録している。
レース後、前述のマッサの危険なピットアウトについてチームに対し注意と1万ユーロ（約162万円）の罰金の処分が下されたが、レース結果に影響はなかった。

### 結果
| 順位 | No | ドライバー               | コンストラクター                 | 周回 | タイム／リタイヤ     | グリッド | ポイント |
| ---- | -- | ------------------------ | -------------------------------- | ---- | -------------------- | -------- | -------- |
| 1    | 2  | フェリペ・マッサ         | フェラーリ                       | 57   | 1:35'32.339          | 1        | 10       |
| 2    | 22 | ルイス・ハミルトン       | マクラーレン・メルセデス         | 57   | +5.611               | 2        | 8        |
| 3    | 4  | ロバート・クビサ         | BMWザウバー                      | 57   | +37.353              | 3        | 6        |
| 4    | 23 | ヘイッキ・コバライネン   | マクラーレン・メルセデス         | 57   | +39.703              | 5        | 5        |
| 5    | 11 | ヤルノ・トゥルーリ       | トヨタ                           | 57   | +50.684              | 7        | 4        |
| 6    | 15 | セバスチャン・ベッテル   | トロ・ロッソ・フェラーリ         | 57   | +52.625              | 6        | 3        |
| 7    | 12 | ティモ・グロック         | トヨタ                           | 57   | +1'07.990            | 13       | 2        |
| 8    | 7  | ニコ・ロズベルグ         | ウィリアムズ・トヨタ             | 57   | +1'11.457            | 9        | 1        |
| 9    | 3  | ニック・ハイドフェルド   | BMWザウバー                      | 57   | +1'22.177            | 8        |          |
| 10   | 14 | セバスチャン・ブルデー   | トロ・ロッソ・フェラーリ         | 57   | +1'29.794            | 10       |          |
| 11   | 6  | ネルソン・ピケJr.        | ルノー                           | 57   | +1'32.717            | 15       |          |
| 12   | 10 | マーク・ウェバー         | レッドブル・ルノー               | 56   | +1 Lap               | 14       |          |
| 13   | 16 | ジェンソン・バトン       | ホンダ                           | 56   | +1 Lap               | 16       |          |
| 14   | 21 | ジャンカルロ・フィジケラ | フォース・インディア・フェラーリ | 56   | +1 Lap               | 18       |          |
| 15   | 8  | 中嶋一貴                 | ウィリアムズ・トヨタ             | 56   | +1 Lap               | 11       |          |
| 16   | 17 | ルーベンス・バリチェロ   | ホンダ                           | 56   | +1 Lap               | Pit      |          |
| 17   | 9  | デビッド・クルサード     | レッドブル・ルノー               | 56   | +1 Lap               | 17       |          |
| Ret  | 1  | キミ・ライコネン         | フェラーリ                       | 45   | エンジン             | 4        |          |
| Ret  | 20 | エイドリアン・スーティル | フォース・インディア・フェラーリ | 41   | サスペンション       | Pit      |          |
| Ret  | 5  | フェルナンド・アロンソ   | ルノー                           | 0    | アクシデントダメージ | 12       |          |